# Joshua Pereira
Joshua Pereira (Singapur, 10 de octubre de 1997) es un futbolista singapureño que juega en la demarcación de centrocampista para el Geylang International FC de la Liga Premier de Singapur.

## Selección nacional
Tras jugar en varias categorías inferiores de la selección, finalmente hizo su debut con la selección absoluta de Singapur el 21 de septiembre de 2022 en un encuentro amistoso contra Vietnam que finalizó con un resultado de 4-0 a favor del combinado vietnamita tras los goles de Nguyễn Văn Quyết, Hồ Tấn Tài, Khuất Văn Khang y Nguyễn Thanh Nhân.

## Clubes
| Club                     | País     | Año       | Partidos | Goles |
| ------------------------ | -------- | --------- | -------- | ----- |
| Young Lions FC           | Singapur | 2016-2019 | 64       | 3     |
| Geylang International FC | Singapur | 2020-     | 73       | 4     |